# Opotoru

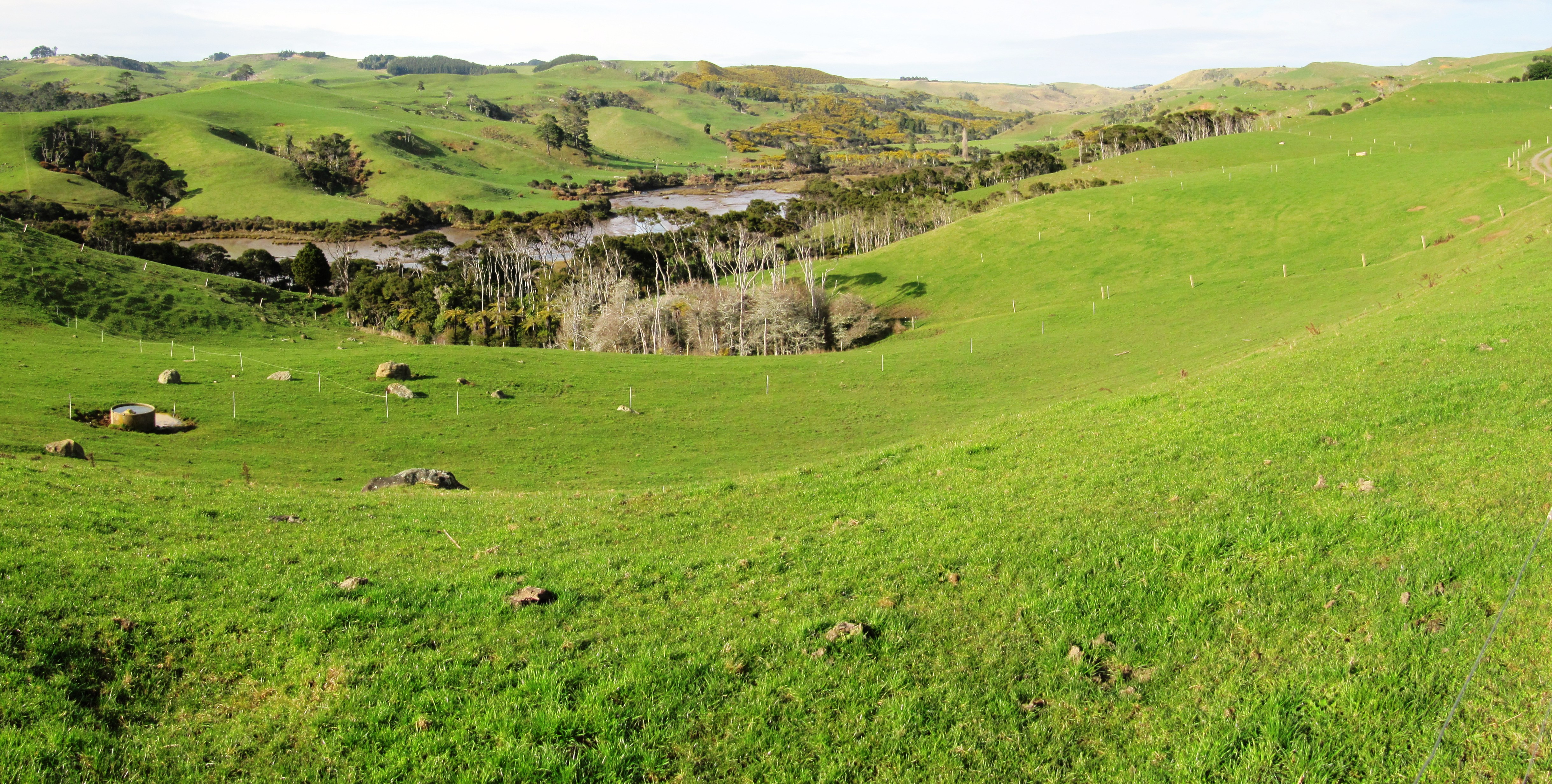
La crique de la marée et marais salant à environ 1 km au-dessous de la photo ci-dessus

Comparaison de cette photo d’̺avril 2010 avec la photo de l’estuaire sur la carte postale prise un siècle plus tôt : le pont routier de la route de 1907 est dans la même position que le pont en 1955.

Opotoru (en anglais : Opotoru River) est un cours d’eau de la région de Waikato dans l’île du Nord de la Nouvelle-Zélande.

## Géographie
Il s’écoule vers le nord, atteignant le mouillage de Raglan Harbour au sud-ouest de la ville de Raglan . Il n’y a pas de surveillance régulière de la pollution, mais les 38 km (soit 31,2 %) du cours du fleuve ont été clôturés pour le protéger du contenu de fermes .

## Dénomination
La carte à l’échelle un pouce d’octobre 1947 du Lands and Survey montre le nom d’Opotoru appliqué à la crique soumise à la marée du mouillage et Opotoru Stream à la partie s’étendant à travers le Te Mata. La 2e édition de 1971 et la carte actuelle au 1:50,000 (voir ) montre l’indication d’Opotoru River pour la partie inférieure du cours d’eau mais le nom de Te Mata Stream pour la partie supérieure à partir de la confluence avec le Te Hutewai Stream. À sa confluence, Te Mata Stream apparaît avoir été nommé Takapaunui Stream sur les cartes postales de 1910 (voir le lien ci-dessous et dans le guide illustré Bradbury de 1915 pour le district de Raglan & Kawhia.

## Géologie
La géologie du secteur de Raglan-Kawhia indique que la faille normale est évidente, s’étendant le long de la ligne de côte de la mer de Tasman et probablement le long des ruisseaux de drainage tels que le fleuve Opotoru sur environ 6 km à l’est du sommet de Karioi et la base, consistant en couches de conglomérats intercalés avec des grès et localement des siltstone, fortement discordants au niveau des roches du groupe de Te Kuiti, au sud de la localité de Raglan dans l’estuaire du fleuve  Opotoru (R 14/751741).